# ミシル・アシルクロフ
ミシル・アシルクロフ（ロシア語: Мисир Ашыркулов, ラテン文字転写: Misir Ashyrkulov、1946年1月8日 - ）は、キルギス共和国の政治家。国家保安相、大統領府長官、キルギス共和国安全保障会議書記等を歴任。中将。

## 経歴
チュイ州パンフィロフスキー地区エルキン・サイ村出身。1969年、レニングラード精密機械・光学大学を卒業。
- 1969年～1972年 - キルギス国立大学計算機センターの研究員、技師、センター長
- 1972年～1975年 - レニングラード繊維・軽工業大学の大学院生
- 1976年～1978年 - フルンゼ工科大学の先任講師
- 1978年～1986年 - 共和国大学間計算機センターの課主任、副所長
- 1986年～1988年 - ビシュケク工科大学の講座主任
- 1988年～1992年 - 共和国大学間計算機センター副所長
- 1992年～1997年 - ビシュケク国際マネージメント・ビジネス学校学長
- 1997年～1998年 - 国家保安第一次官
- 1998年～1999年 - 国家保安相。1998年12月14日から犯罪対策調整会議副議長を兼任
- 1999年～2001年3月7日 - 大統領府長官
- 2002年7月19日～2004年2月7日 - 大統領府長官代行
- 2001年3月7日～2004年5月24日 - キルギス共和国安全保障会議書記。2002年4月18日から国家内務機関再編委員会議長を兼任

2002年9月6日、手榴弾による暗殺未遂で負傷した。モスクワのブルデンコ病院で治療。
2004年5月～11月、市民連合「公正な選挙のために」組織委員会議長。

## パーソナル
工学科学準博士。英語を話す。